# La Forja
La Forja - Jovent Revolucionari és una organització política juvenil independentista i d'esquerres dels Països Catalans. Va sorgir de la unificació de les Assemblees de joves per la Unitat Popular el 2018. Forma part de l'Esquerra Independentista i és propera a Poble Lliure.

## Ideologia
La Forja es declara independentista, socialista, feminista i ecologista, el seu àmbit d'actuació són els Països Catalans i es considera hereva de Maulets-JIR. Forma part de l'Esquerra Independentista. Té de referent polític a la CUP i forma part del seu Grup d'Acció Parlamentària. El seu referent sindical és la Intersindical-CSC i l'estudiantil és el Sindicat d'Estudiants dels Països Catalans. És propera a Poble Lliure, l'ANJI i les Joventuts pel Dret a Decidir del País Valencià.

## Història

### Naixement d'Arran i escissió
Abans de 2012, l'Esquerra Independentista comptava amb dues organitzacions de joves: Maulets, el jovent independentista revolucionari i la CAJEI. La primera venia de la unió al 1999 de Maulets —les joventuts de Catalunya Lliure— i els JIR —les joventuts de l'MDT. La segona va ser impulsada el 2002 per Endavant. Totes dues organitzacions es van fusionar el 2012 i van crear Arran.
Malgrat la confluència, es van produir discrepàncies entre alguns nuclis provinents de Maulets, el jovent independentista revolucionari —especialment els més propers a l'MDT— i la direcció d'Arran —on els primers consideraven que s'havia imposat la línia de la CAJEI. Aquests nuclis es van implicar en la creació de les joventuts de l'Assemblea Nacional Catalana anomenades Assemblea Nacional de Joves Independentistes (ANJI). Per contra, en una mesa nacional d'Arran on es debatia si anar a la manifestació «Catalunya, nou estat d'Europa» organitzada per l'ANC, s'hi va amenaçar d'expulsió els militants que hi anessin.

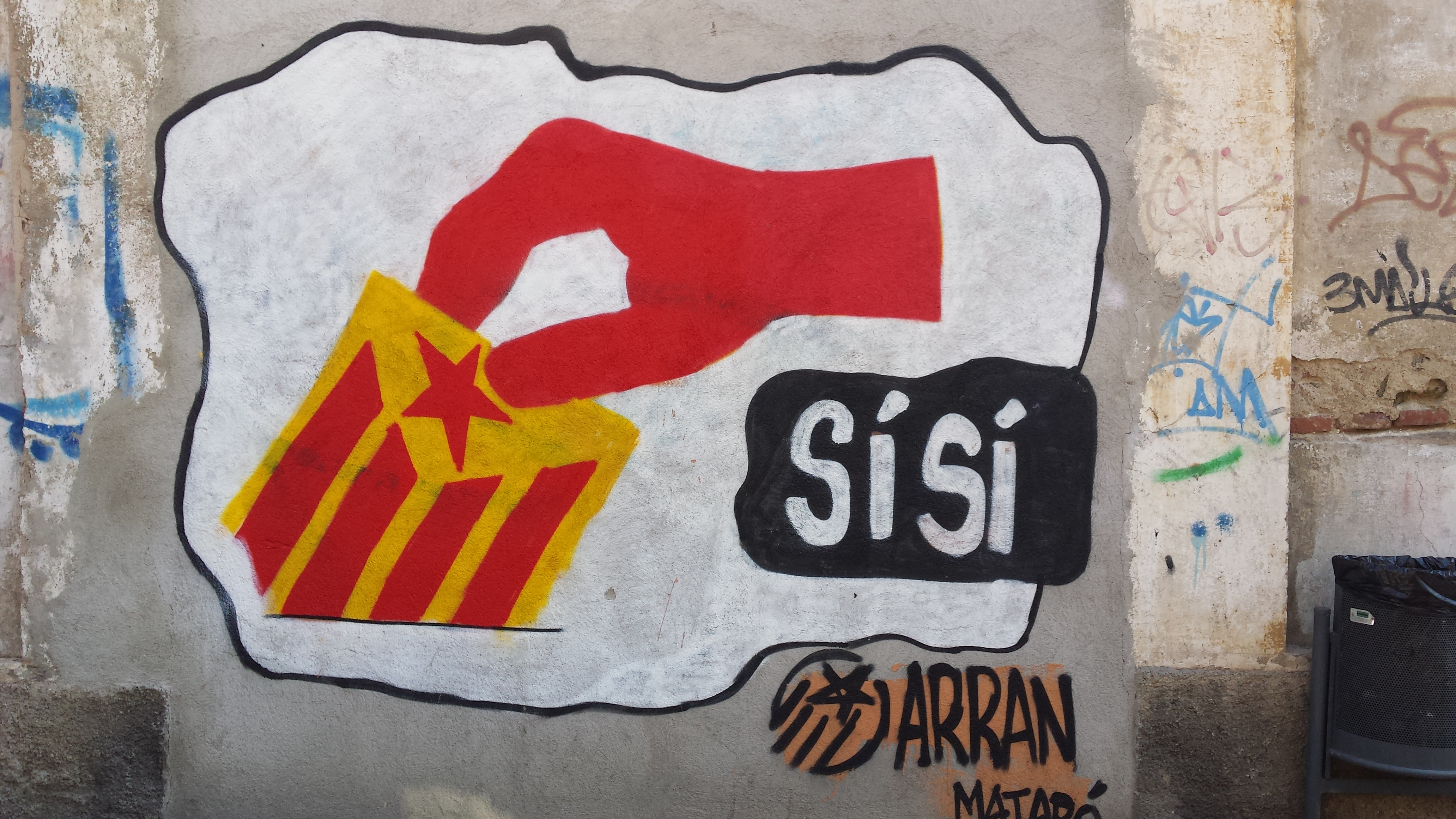
Mural d'Arran Mataró fent campanya per la consulta sobre la independència de Catalunya

El 2014 aquests nuclis també van crear juntament amb el SEPC l'agrupació Estudiants 9N, que va organitzar una vaga d'estudiants per donar suport a la consulta sobre la independència de Catalunya. Durant la campanya electoral, alguns nuclis com el d'Arbúcies van fer cartells demanant votar Sí Sí, que la direcció d'Arran va fer retirar. A l'assemblea nacional d'aquell any es va votar majoritàriament a favor d'expulsar els militants que participessin en l'ANC, pel fet que només lluitava per la independència de Catalunya i no dels Països Catalans, però no es va dur a terme perquè no va arribar al 70% dels vots necessaris. Finalment, es van suspendre els nuclis de Mataró i l'Alt Maresme.
Això provocaria que durant el 2015 abandonessin l'organització assemblees com les de Mataró, l'Alt Maresme, Badalona, Cerdanyola, València, Reus, Castelló o Girona. Davant d'això, Arran va afirmar que feia un cert temps que aquestes assemblees no tenien activitat i que, malgrat coincidissin amb antics nuclis de Maulets, ja no hi havia cap militant anterior a la confluència.

### Creació de les Assemblees de joves per la Unitat Popular
El 5 de setembre de 2015 les assemblees de joves de l'Alt Maresme, Badalona, Cerdanyola i Sants van publicar un manifest per a la creació d'una coordinadora nacional d'assemblees de joves. El manifest es va signar a Vilada amb el suport de joves del Berguedà. Al manifest s'afirmava que durant aquell temps «l'organització del jovent català ha estat gairebé nul·la» i defensaven la independència i el socialisme.
El 28 de desembre les assemblees de l'Alt Empordà, l'Alt Maresme, Badalona, el Berguedà, Cerdanyola, Mataró i Sants van celebrar a Celrà el Congrés Fundacional de les Assemblees de joves per la Unitat Popular. A la declaració de principis defensaven la independència dels Països Catalans, el socialisme marxista, el feminisme i l'ecologisme i consideraven la CUP com el seu referent polític.

### Fundació de La Forja

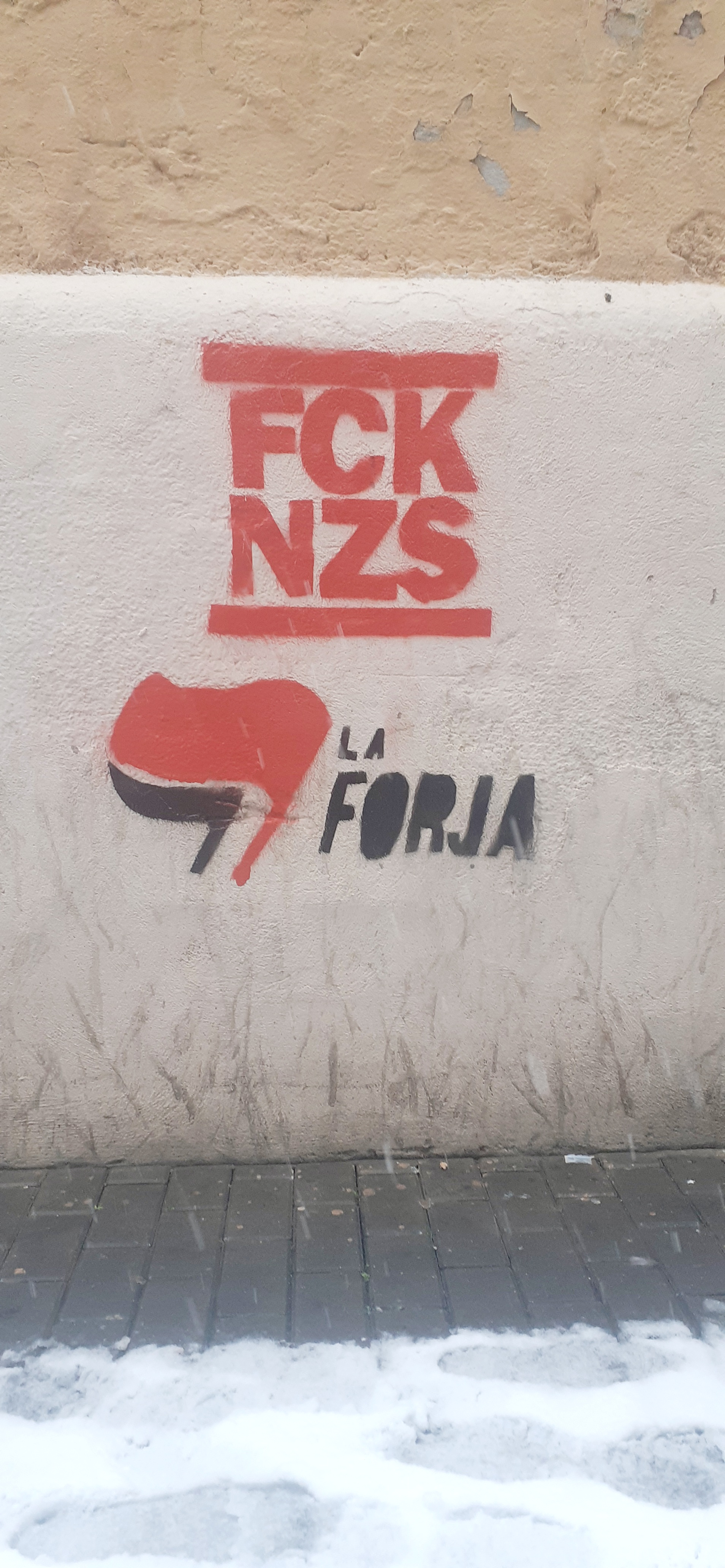
Estergit de La Forja a Lleida

Al seu segon Congrés Nacional, celebrat el 3 i 4 de febrer de 2018, les Assemblees de joves per la Unitat Popular van decidir unificar-se en una organització política juvenil anomenada La Forja - Jovent Revolucionari, que es va fer pública el 14 de març. En el moment de la fundació tenien presència a les comarques de l'Alt Empordà, el Barcelonès, el Gironès, el Maresme, la Segarra, el Tarragonès i el Vallès Occidental i a les Terres de l'Ebre.
Amb motiu del Consell de Ministres a Barcelona del 21 de desembre de 2018 La Forja va convocar una mobilització inspirada en les de les armilles grogues per provar-lo d'aturar, on també participarien els Comitès de Defensa de la República. Hi va haver enfrontaments amb els Mossos d'Esquadra, que van fer càrregues i detencions.
El 1r d'octubre de 2018, durant el primer aniversari del Referèndum sobre la independència de Catalunya, La Forja va participar en diverses mobilitzacions. En una d'elles es van ocupar les vies de l'AVE de Girona. El 16 de gener de 2019 la Policia Nacional espanyola va detenir diversos militants de La Forja acusats de desordes públics per la presumpta participació en els talls de les vies. En total es van detenir 16 persones, incloent dos batlles de la Candidatura d'Unitat Popular, diversos membres dels Comitès de Defensa de la República i un fotoperiodista.
El 28 d'abril de 2019 es van celebrar eleccions generals espanyoles. La CUP va obrir un debat intern per decidir si presentar-s'hi per primer cop a la seva història, on Poble Lliure defensava que sí i Endavant defensava que no. Finalment la CUP va decidir no presentar-s'hi. Llavors, Poble Lliure, Som Alternativa i Pirates de Catalunya van crear una coalició anomenada Front Republicà per presentar-s'hi, que va comptar amb el suport de La Forja. Va aconseguir el 2,74% dels vots, però cap escó. El novembre es van tornar a celebrar eleccions generals. La CUP va tornar a obrir un debat intern per decidir si presentar-s'hi o no. Poble Lliure i La Forja van tornar a defensar que s'hi havia de presentar i Endavant va proposar de boicotar-les. Finalment, el 29 de setembre, la CUP va decidir presentar-s'hi. Va obtenir el 6,37% dels vots i dos escons.